# Ipermestra
Ipermestra, RV 722 es un dramma per musica en tres actos con música de Antonio Vivaldi y libreto de Antonio Salvi. Se estrenó en la temporada de Carnaval de 1727 en el Teatro della Pergola de Florencia.
Fue la segunda ópera encargada por el Teatro della Pergola a Vivaldi, probablemente gracias a la influencia de los cantantes contratados por el teatro para la temporada (sobre todo Annibale Pio Fabbri y Lucia Lancetti, que habían colaborado ya varias veces con Vivaldi en el pasado).